# Vitstrupig svala
Vitstrupig svala (Hirundo albigularis) är en fågel i familjen svalor inom ordningen tättingar.

## Utseende
Vitstrupig svala är en liten svala. Den har en liten roströd fläck i pannan och ett diagnostiskt helt stålblått bröstband som avgränsar en tydligt vit strupe. 

## Utbredning och systematik
Fågeln förekommer i Angola, sydöstra Kongo-Kinshasa, Botswana, Zambia, Malawi och Sydafrika. Fågeln häckar i Sydafrika från september till april och flyttar sedan norrut till sydcentrala Afrika maj–augusti. Den behandlas som monotypisk, det vill säga att den inte delas in i några underarter.

## Levnadssätt
Vitstrupig svala föredrar att födosöka i par eller grupper, ibland med andra svalor, i gräsmarker, öppen skog och flodslätter. Den ses ofta sitta på staket eller stolpar nära vatten.

## Status och hot
Arten har ett stort utbredningsområde och tros öka i antal. Internationella naturvårdsunionen IUCN listar den därför som livskraftig (LC).

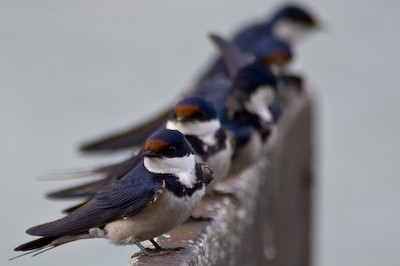